# Tyler Walker (football)
Pour les articles homonymes, voir Tyler Walker et Walker.
Tyler J. Andrew Walker, né le 17 octobre 1996 à Nottingham, est un footballeur anglais qui évolue au poste d'attaquant. Il est le fils de Des Walker.

## Biographie

### En club
Le 18 mars 2015, il fait ses débuts en faveur de Nottingham Forest, lors d'un match contre Rotherham United (victoire 2-0).
Le 31 janvier 2018, il est prêté aux Bolton Wanderers.
Le 29 juin 2018, il est prêté à Mansfield Town.
Le 2 août 2019, il est prêté à Lincoln City.
Le 28 août 2020, il rejoint Coventry City.
Le 18 janvier 2022, il est prêté à Portsmouth.

### En sélection
Avec les moins de 20 ans, il joue à sept reprises, marquant deux buts. Il est l'auteur d'un doublé contre la Tchéquie le 5 septembre 2015.

## Palmarès

### Distinctions personnelles
- Membre de l'équipe-type de Football League Two en 2019.